# Virgin Mobile México
Virgin Mobile México es un operador móvil virtual que ofrece servicios de telefonía móvil bajo la marca Virgin Mobile en México. Es parte del conglomerado Virgin Group, propiedad del magnate británico sir Richard Branson. Inició operaciones el 11 de junio de 2014.

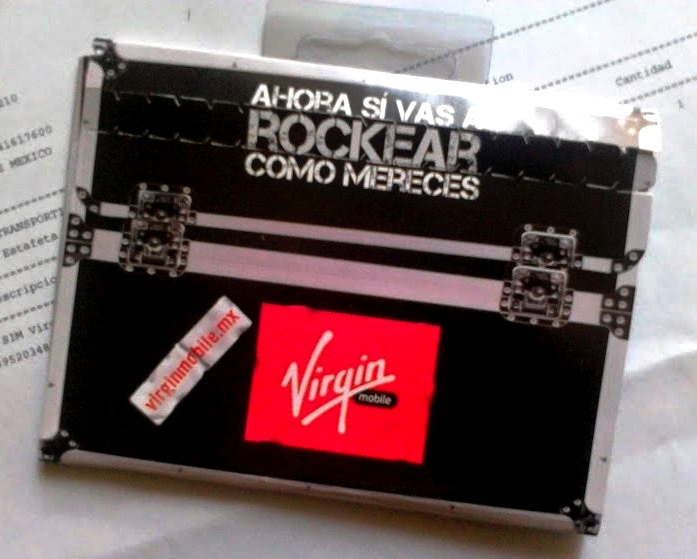
Paquete de la tarjeta SIM de Virgin Mobile México.

## Historia
El 18 de noviembre de 2011, la entonces Comisión Federal de Telecomunicaciones (ahora IFT) otorgó a Virgin Mobile una licencia de 10 años para ofrecer servicios de telefonía móvil en territorio mexicano, como operador móvil virtual. Sin embargo, fue hasta 2013 que Virgin Mobile llegó a un acuerdo con Movistar México en el cual Movistar arrendaría capacidad a través de su infraestructura y Virgin la comercializaría bajo su propia marca.
Virgin Mobile obtuvo financiamiento por parte del Banco Mundial, a través de la Corporación Financiera Internacional, así como del Fondo Mezzanine de Infraestructura para Centroamérica II, por un total de 22.5 millones de dólares.
El 9 de abril de 2014, Virgin Mobile Latin America Inc. dio a conocer que Cecilia Vega sería la directora general de Virgin Mobile México.
A partir de mayo de 2015 se integró Farid Aouragh como director general, en sustitución de Cecilia Vega.
En 2019 Juan Guillermo Vélez, CEO de Virgin Mobile Colombia, es nombrado CEO de Virgin Mobile México.  

## Servicios
Los servicios ofrecidos por Virgin Mobile son variados y se ofrecen en sistema prepago en toda la República Mexicana. Su oferta comercial, es por paquetes los cuales incluyen, minutos para llamadas a México, Estados Unidos y Canadá, además de América Latina, Europa y el resto del mundo, Servicio de mensajes cortos nacionales e internacionales, y datos móviles tanto para navegación como para ciertas aplicaciones para Teléfonos inteligentes.
A forma más concreta, la oferta de Virgin Mobile en el país es centrada en el uso de datos para aplicaciones y llamadas a un costo accesible para jóvenes de 18 a 35 años,no obstante tambien esta ganando terreno con público mayor a dichas edades(35 en adelante) esto gracias a la calidad de su atención al cliente y la innovación en su esquema de ofertas.
Para el público objetivo original la oferta se vincula siempre a estrategias que se ligan a la cultura popular y a la cercanía con sus clientes a través del lenguaje coloquial de este grupo demográfico joven. Incluso usando Memes populares o fenómenos de internet para promocionar sus ofertas de manera vistosa y llamativa.
Virgin Mobile puede funcionar con teléfonos bloqueados en red de Movistar,no obstante,puede ofrecer el servicio de desbloqueo a través de un proveedor denominado DoctorSIM. incluso para los terminales de la mencionada compañía española que le brinda red a Virgin.

## Tiendas
Desde su origen, Virgin Mobile México cuenta con tiendas propias para la atención de clientes y venta de servicios, los cuáles están ubicados en centros y plazas comerciales ubicados en: 
- Forum Buenavista
- Grand Plaza Toluca
- Parque Delta
- Town Center El Rosario
- Plaza Las Américas
- Las Antenas
- Gran Sur
- Plaza Sendero Ixtapaluca
- Sendero Valle de Chalco
- Multiplaza Aragón

En el último semestre del 2020, Virgin Mobile México anunció una alianza con Tiendas Coppel e inició operaciones para que las personas puedan adquirir equipos móviles de distintas marcas con Tarjeta SIM de Virgin y también puedan realizar recargas de saldo, tanto en tienda física como en la web. Así Virgin Mobile México se convierte en el primer operador móvil virtual en crear una alianza con la cadena de 1,200 tiendas departamentales.